# На краю. Live
«На краю. Live» — концертный альбом и DVD российской панк-рок-группы «Король и Шут». Выпущен 12 февраля 2014 года. Записан 2 февраля 2013 года на концерте во Дворце спорта «Юбилейный» в Санкт-Петербурге. Этот концерт стал последним сольным выступлением группы вместе с Михаилом Горшенёвым в родном городе. Единственный релиз группы, выпущенный с помощью краудфандинга.
Для выхода в свет DVD поклонники коллектива собрали сумму, в три раза превысившую заявленную на портале Planeta.ru, на котором и осуществлялся сбор средств. Премьерный показ фильм-концерта состоялся 9 февраля 2014 года в клубе «Космонавт» в Санкт-Петербурге при участии музыкантов группы. С 12 февраля началась рассылка цифровой версии фильма и выдача DVD акционерам проекта.

## История создания
Музыканты долго и серьёзно готовились к съёмке этого концерта. В качестве режиссёра съёмки был приглашён Игорь «Панкер» Гудков, который уже снимал концерты «Праздник скоморох» и «Ели мясо мужики».
О намерении осуществить профессиональную съёмку грядущего концерта группа объявила на официальных интернет-ресурсах за день до самого выступления.
Концерт снимался на 7 профессиональных видеокамер, звук записывался с помощью многоканальной студии. На разогреве у «Короля и Шута» играла панк-группа «План Ломоносова». Программа, с которой выступала группа «Король и Шут» называлась «На краю», по одноимённой песне из зонг-оперы TODD. Концерт продолжался более двух часов, группа исполнила 34 песни. В выступлении принял участие Илья Чёрт из группы «Пилот», исполнивший 2 песни из альбома «TODD. Акт 2. На краю», для студийных версий которых он записал вокал. Однако эти песни не вошли в изданную версию фильма-концерта.
Незадолго до своей кончины Михаил успел доработать и свести музыкальный материал в студии. Однако никакой официальной информации о времени выпуска концертного альбома с момента выступления не было. Только 9 августа 2013 года, уже после кончины Михаила Горшенёва, Яков Цвиркунов написал в своём твиттере, что музыканты решили плотно заняться выпуском этого концерта. 3 сентября на портале Planeta.ru участниками группы был запущен краудфандинговый проект по сбору средств на выпуск фильма-концерта. Заявленная сумма составила 510 тысяч рублей, однако собранная поклонникам сумма почти в 3 раза превысила изначальную и составила 1 446 350 рублей. Проект по сбору средств был завершён 16 ноября. Изначально планировалось, что премьерный показ фильма-концерта пройдёт в конце ноября или начале декабря в Санкт-Петербурге. Однако в связи с плотным гастрольным графиком группы в туре «Прощание» дату показа неоднократно переносили. Затем была официально объявлена точная дата — премьерный показ фильма прошёл 9 февраля в питерском клубе «Космонавт». На этом событии присутствовали музыканты группы «Король и Шут», а первыми зрителями стали акционеры проекта. Специальными гостями премьерного показа стали бывшие участники группы: Андрей Князев и Дмитрий «Casper» Ришко. Изначально планировалось, что группа «Северный Флот» перед показом сыграет небольшой акустический концерт, но затем от этой идеи решили отказаться.
С 12 февраля началась рассылка цифровой версии фильма и DVD акционерам проекта. Диск выпущен ограниченным тиражом, рассчитанным на акционеров проекта и к продаже не планируется. Но несмотря на обещанный статус эксклюзивного владения фильмом для акционеров, уже 10 февраля концерт появился в свободном пользовании на официальном канале группы YouTube.

## Список композиций
| №   | Название                            | Длительность |
| --- | ----------------------------------- | ------------ |
| 1.  | «Исповедь вампира»                  |              |
| 2.  | «Король и Шут»                      |              |
| 3.  | «Продавец кошмаров»                 |              |
| 4.  | «Фокусник»                          |              |
| 5.  | «Дурак и молния»                    |              |
| 6.  | «Смертный приговор»                 |              |
| 7.  | «Священник больше ничего не скажет» |              |
| 8.  | «Паника в селе»                     |              |
| 9.  | «Похороны панка»                    |              |
| 10. | «Отражение»                         |              |
| 11. | «Хардкор по-русски»                 |              |
| 12. | «Смерть на балу»                    |              |
| 13. | «Камнем по голове»                  |              |
| 14. | «Тринадцатая рана» (Акапелла)       |              |
| 15. | «Шар голубой»                       |              |
| 16. | «Воспоминания о былой любви»        |              |
| 17. | «Медведь» (Акустика)                |              |
| 18. | «Северный флот» (Акустика)          |              |
| 19. | «Ели мясо мужики»                   |              |
| 20. | «Марионетки»                        |              |
| 21. | «Счастье?»                          |              |
| 22. | «Танец злобного гения»              |              |
| 23. | «Мёртвый анархист»                  |              |
| 24. | «Лесник»                            |              |
| 25. | «На краю»                           |              |

На концерте также прозвучали ещё 9 композиций: «Добрые люди», «Дагон», «Неупокоенный», «Блуждают тени», «Мастер приглашает в гости», «Выход судьи», «Небесный суд», «Баллада о бедном цирюльнике» и «Проклятый старый дом», но они не вошли в издание.

## Участники записи
- Михаил Горшенёв — вокал
- Александр Леонтьев — гитара, вокал
- Яков Цвиркунов — гитара, бэк-вокал
- Сергей Захаров — бас-гитара, бэк-вокал
- Павел Сажинов — клавишные
- Александр Щиголев — ударные

Технический персонал
- Дмитрий Райдугин — художник по свету
- Михаил Рахов — звукорежиссёр
- Аркадий Савельев — техническое обеспечение